# دهلیز (قلب)

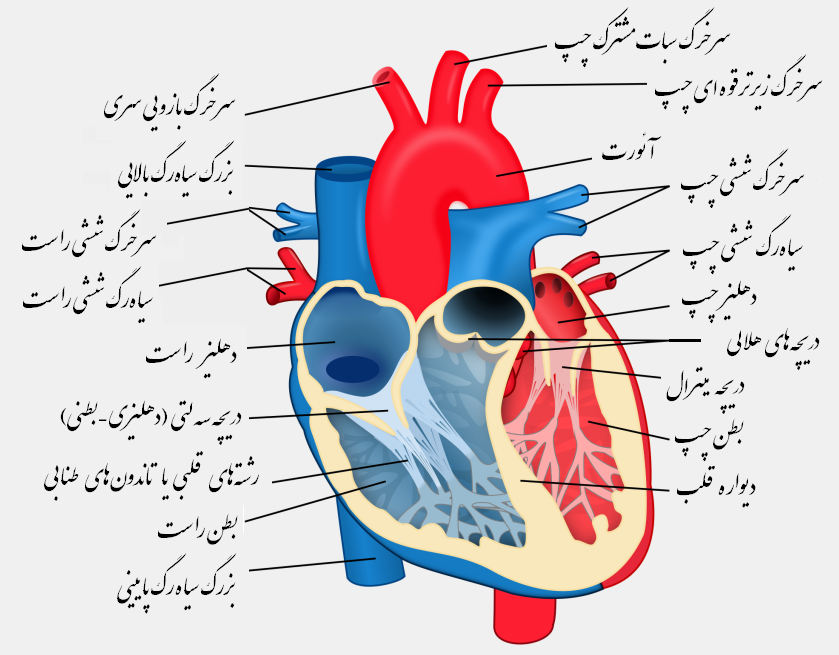
رونگاره و شمای قلب

دهلیزها دو حفرهٔ فوقانی قلب هستند که با دیواره‌ای ماهیچه‌ای از یک‌دیگر جدا شده‌اند. اندازهٔ بطن‌ها از دهلیزها بزرگ‌تر است؛ و وظیفهٔ آن‌ها تلمبه کردن خون به داخل بطن‌های قلب است. دهلیزها خون را از بخش‌های گوناگون بدن جمع می‌کنند. دهلیز راست خون تیره کل بدن را توسط بزرگ‌سیاهرگ زیرین و بزرگ‌سیاهرگ زبرین جمع می‌کند و به بطن راست می‌فرستد. دهلیز چپ خون روشن چهار سیاهرگ ششی را از شش‌ها گرفته به بطن چپ می‌فرستد.

۱. دهلیز راست ۲. دهلیز چپ ۳. بزرگ‌سیاهرگ زبَرین ۴. آئورت ۵. سرخرگ ششی ۶. سیاهرگ ششی ۷. دریچه میترال (دو لختی) ۸. دریچه سینی آئورتی ۹. بطن چپ ۱۰. بطن راست ۱۱. بزرگ‌سیاهرگ زیرین ۱۲. دریچه سه‌لختی ۱۳. دریچه سینی ششی

هر دهلیز دارای دو دریچه است که یکی از آن‌ها موجب ورود خون از طریق سیاهرگها به دهلیز؛ و دیگری موجب خروج خون از دهلیز به بطن قلب می‌شود.
هر دو دهلیز دارای زائده ای کسیه مانند و گوشی شکل به نام گوشک میباشند.
دهلیزها از طریق دیواره بین دهلیزی از هم جدا می‌شوند. گره سینوسی و سینوس تاجی قلب در داخل دهلیز راست قرار دارد.

## دهلیز راست
خون برگشته از تمام قسمت‌های بدن، به‌استثنای شش‌ها به‌وسیلهٔ سه سیاهرگ (ورید) به داخل دهلیز راست می‌ریزد. این سه سیاهرگ عبارتند از:
- بزرگ سیاهرگ زبرین که خون قسمت‌های بالای بدن (قفسهٔ سینه، سر و گردن و اندام‌های فوقانی) را به دهلیز راست می‌آورد.
- بزرگ سیاهرگ زیرین که خون قسمت‌های پائین (شکم و اندام‌های تحتانی) را در دهلیز راست می‌ریزد.
- سینوس تاجی (Coronary Sinus)، که خون تیرهٔ قسمت اعظم ماهیچهٔ قلب را به دهلیز راست می‌آورد. در ناحیه سینوس تاجی، در بین سینوس اکلیلی (کرونری) و سیاهرگ قلبی بزرگ دریچه‌ای به نام ویوسنس وجود دارد.

دهلیز راست خون را از طریق بزرگ‌سیاهرگ زیرین و بزرگ‌سیاهرگ زبرین دریافت نموده و از دریچهٔ سه‌لتی به بطن راست منتقل می‌کند. خون سیاهرگی در دیاستول قلبی در دهلیز راست جمع شده با آغاز سیستول قلبی از طریق دریچه سه لتی وارد بطن راست می‌شود.

## دهلیز چپ
دهلیز چپ یکی از دو دهلیز قلب است که در سمت چپ قرار گرفته‌است. دهلیز چپ خون اکسیژنه را از طریق سیاهرگ ریوی دریافت نموده از راه دریچهٔ میترال (دولَختی) آن را به بطن چپ منتقل می‌کند. خون برگشتی از شش‌ها که خونی اکسیژن دار و روشن است از طریق سیاهرگ‌های ششی به داخل دهلیز چپ می‌ریزد. خون ریوی در سیستول قلبی در دهلیز چپ جمع شده با آغاز دیاستول از طریق دریچه میترال وارد بطن چپ می‌شود.
گوشک چپ با ساختاری متفاوت با بقیه بخش های دهلیز چپ، به عنوان اتاقکی برای کاهش فشار هنگامی که فشار بالا میرود عمل میکند.
به دلیل بالاتر بودن فشار در گردش خون قلب چپ دیواره دهلیز چپ قطورتر از دهلیز راست می‌باشد اما از حجم درونی آنها برابر است.

## دهلیز در دیگر مهره‌داران
همهٔ پستانداران و پرندگان همچون انسان دارای دو بطن هستند که با وجود تفاوت‌هایی که از نظر اندازه و شکل دارند، همان وظایف را در قلب بر عهده دارند.

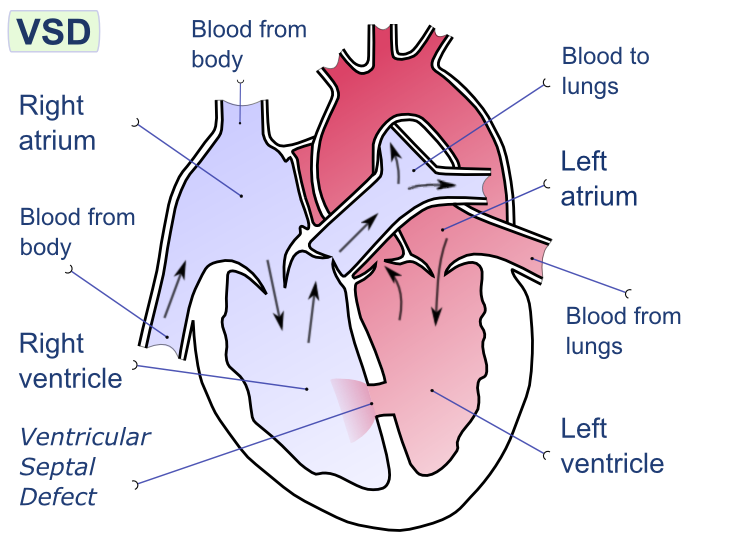
بطن‌های خزندگان به‌طور کامل از یک‌دیگر جدا نشده‌اند.

در دوزیستان قلب دارای دو دهلیز ولی تنها یک بطن است؛ بنابراین خون سیاهرگی و سرخرگی کاملاً با یک‌دیگر مخلوط می‌شوند و بازده قلب به شدت کاهش پیدا می‌کند. به همین دلیل اکسیژن‌رسانی به تمامی بافت‌های بدن از طریق دستگاه گردش خون کفایت نمی‌کند؛ و تنفس از راه پوست مکملی برای جبران این نقص به‌شمار می‌آید. در بطن برخی گونه‌های دوزیستان دیوارهٔ کوچکی وجود دارد که بخشی از بطن را به دو بخش تقسیم می‌کند.
ماهیها تنها دارای یک دهلیز و یک بطن هستند. ماهی‌ها برخلاف سایر مهره‌داران که دستگاه گردش خون مضاعفی دارند (دو حلقه، یکی از آن‌ها مسیر خون از قلب به شش‌ها و سپس دوباره به قلب؛ و دیگری مسیر خون از قلب به اندام‌های مختلف بدن و سپس به قلب است)، دارای دستگاه گردش خون ساده یا تک‌حلقه‌ای هستند. به این ترتیب، خون از بطن خارج شده و در ابتدا به شش‌ها رفته، سپس اکسیژن را در امتداد مسیرش به سراسر بافت‌های بدن می‌رساند، و آنگاه با قلب بازمی‌گردد و به دهلیز می‌ریزد.

## عملکرد
در فیزیولوژی انسان، دهلیزها نقش مهمی در حفظ جریان خون مداوم و بدون وقفه به قلب در طول سیستول بطنی دارند  . آنها با داشتن ویژگی های خاصی به این امر دست می یابند. اولاً، عدم وجود دریچه های ورودی دهلیزی باعث جریان مداوم خون در طول سیستول دهلیزی می شود. ثانیاً انقباضات ناقص دهلیزها مانع از جریان خون از سیاهرگ ها به داخل بطن نمی شود. ثالثاً، انقباضات ملایم آنها از فشار برگشت قابل توجه جلوگیری می کند و جریان وریدی بدون مانع را تضمین می کند. 
در نهایت، زمان آرام سازی دهلیزی تضمین می کند که آنها می توانند بدون هیچ وقفه ای خون دریافت کنند. دهلیزها به دلیل جلوگیری از اینرسی گردش خون و جریان بدون وقفه وریدی، تقریباً 75 درصد برون ده قلبی بیشتر از آنچه در غیر این صورت اتفاق می افتد، کمک می کنند. گیرنده های حجم دهلیزی نیز نقش مهمی در حفظ جریان خون با تحریک ترشح وازوپرسین در هنگام تشخیص افت فشار دهلیزی ایفا می کنند که نشان دهنده افت حجم خون است .

## بیماری ها

### نقص دیواره بین دهلیزی
در بزرگسالان، نقایص سپتوم دهلیزی می تواند منجر به جریان خون در جهت مخالف، حرکت از دهلیز چپ به راست شود. این معکوس برون ده کلی قلب را کاهش می دهد و ممکن است منجر به نارسایی قلبی شود. در موارد شدید یا درمان نشده، به طور بالقوه می تواند باعث ایست قلبی و مرگ ناگهانی شود.

### ترومبوز زائده دهلیز چپ
در افراد مبتلا به فیبریلاسیون دهلیزی و برخی بیماری های دیگر، زائده دهلیز چپ می تواند به دلیل محیط اطرافش لخته خون ایجاد کند . این لخته ها ممکن است جدا شده و از طریق گردش خون سیستمیک به طور بالقوه به مغز، کلیه ها یا سایر اندام های حیاتی آسیب برسانند . برای کسانی که فیبریلاسیون دهلیزی غیرقابل کنترل دارند و تحت عمل جراحی قلب باز قرار می‌گیرند، می‌توان انسداد زائده دهلیزی چپ را برای جلوگیری از تشکیل لخته در آینده انجام داد .

## دیگر حیوانات
در حیوانات مختلف، پیچیدگی ساختار قلب متفاوت است. پستانداران و برخی دیگر از حیوانات دارای قلب های چهار حفره ای هستند که عملکرد مشابهی دارند. قلب‌های سه‌حفره‌ای در دوزیستان و خزندگان یافت می‌شوند که خون مخلوط قبل از فرستادن به آئورت پمپ می‌شود. ماهی ها عموما دارای قلب های دو حفره ای با یک دهلیز و یک بطن هستند.
در کوسه ها، قلب چهار قسمتی آرایش مشخصی دارد، در حالی که بسیاری از مهره داران دهلیز، سینوس ورید، بطن و مخروط قدامی را ترکیب می کنند . ظهور ریه ها باعث تقسیم دهلیز به دو قسمت شد که توسط یک سپتوم از هم جدا شدند. در قورباغه ها، خون قبل از توزیع در بطن مخلوط می شود، در حالی که در لاک پشت ها و برخی حیوانات دیگر، جدایی جزئی وجود دارد. 